# 派沙
派沙是一種在很多國家使用的貨幣。相同來源的字包括 poisha 。目前在印度、尼泊爾和巴基斯坦，派沙等於0.01 盧比；在孟加拉，派沙等於0.01孟加拉塔卡；在阿曼，baisa等於0.001阿曼里亞爾。

## 字源
這個詞演變自梵文padāṁśa，來自pada（四分之一）和aṁśa（部分）。
直到1950年代在印度和巴基斯坦（和1947年之前的英屬印度），派沙相當於3派、四分之一安那、或64分之一盧比。在非十進制貨幣改成十進制貨幣之後幾年，派沙被稱為納亞派沙（新派沙）。

## 一般使用術語
在印地語、阿富汗波斯語和其他的語言中，派沙這個詞通常表示金錢或現金。中世紀橫跨阿拉伯海與印度的貿易路線，在阿拉伯地區和東非傳播著印度和阿拉伯的貨幣計算方法。 字Pesa在東非語言（如斯瓦希里語）中作為錢的參考可以追溯到這一時期， 現今肯亞的移動電話的匯款業務M-Pesa（代表移動的Pesa或移動的錢）是一種使用例子。

## 圖片

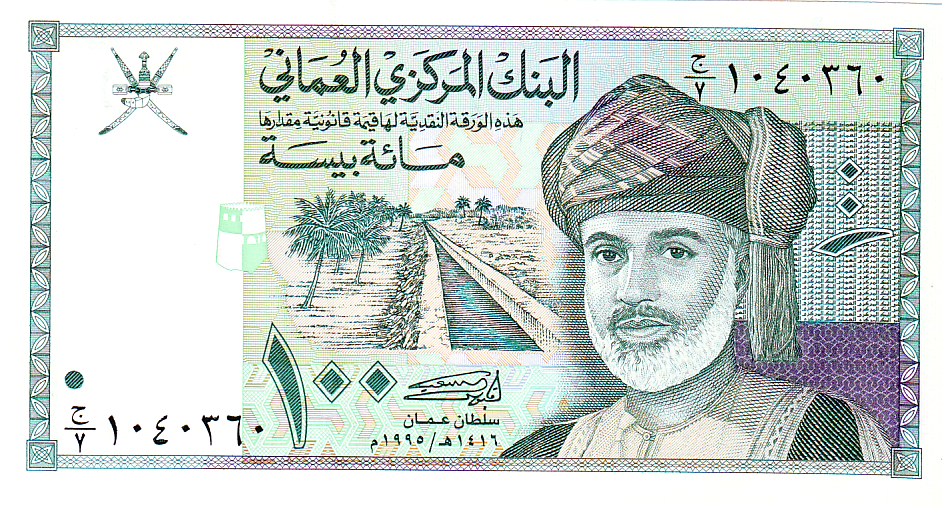
100阿曼派沙
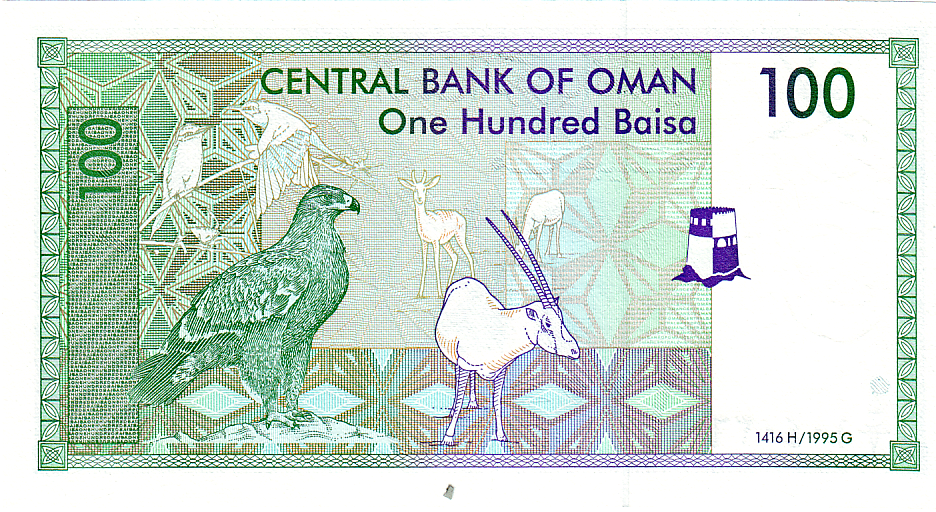
100阿曼派沙（背面）